# Jasan pana Šolce
Jasan pana Šolce je významný strom, solitérní jasan ztepilý (Fraxinus excelsior), který roste v Chodovské Huti, části obce Tři Sekery v Českém lese v okrese Cheb, v Karlovarském kraji.
Své jméno dostal po panu Janu Šolcovi z Mariánských Lázní, jenž strom zachránil před poničením pasoucím se dobytkem. Dobytek při pastvě hledal stín a při tom poškozoval kořeny a kmen. Pan Šolc si pozemek pronajmul, poraněné kořeny a kmen ošetřil a odstranil nešetrně přibitý myslivecký posed. Strom přihlásil do soutěže „Strom roku 2006", kde se umístil na 4. místě.
U stromu umístil lavičky a nedaleko vztyčil dřevěný kříž. Později zde byla postavena dřevěná kaple, kterou vysvětil 4. dubna 2016 otec Řehoř z římskokatolické církve v Mariánských Lázní.
Měřený obvod kmene činí 214 cm, výška stromu je 16 m. V roce 2006 bylo jeho stáří odhadováno na 130 let.

## Stromy vokolí
- Dub letní v Chodovské Huti
- Jasan u Čadilů
- Borovice rumelská na Slatině
- Dub u Vondráčků